# Venetia Stevenson
Joanna Venetia Invicta Stevenson (Londres, 10 de marzo de 1938-Atlanta, 26 de septiembre de 2022) fue una actriz angloestadounidense.

## Primeros años
Nacida en 1938 en Londres, Inglaterra, como Joanna Venetia Invicta Stevenson, era hija del director de cine Robert Stevenson y de la actriz Anna Lee. La familia se trasladó a Hollywood al año de su nacimiento, después de que su padre firmara un contrato con el productor de cine David O. Selznick. Cuando sus padres se divorciaron en 1944, se quedó con su padre y su nueva madrastra, Frances. Tras una educación en exclusivos colegios privados en California, su debut teatral fue con su madre en Liliom, una obra producida por el Sombrero Theater, en Phoenix, Arizona, en abril de 1955 y junto con el equipo de marido y mujer de Fernando Lamas y Arlene Dahl.
Siendo Miss Los Angeles Press Club, Stevenson fue contratada por RKO Pictures en 1956. Hedda Hopper incluyó a Stevenson en su lista de nuevas estrellas de cine en enero de 1957, junto con Jayne Mansfield. Hopper dijo de Stevenson, que entonces tenía 18 años, que era "la más bella de todas las nuevas estrellas".

## Actriz de cine y televisión
El 13 de marzo de 1957, Stevenson participó en la adaptación de CBS Playhouse 90 de Charley's Aunt, junto con Tom Tryon, Jackie Coogan, y Jeanette MacDonald.
El 12 de noviembre de 1957, Stevenson apareció como Kathy Larsen en el episodio "Trail's End" de la serie de género wéstern de ABC/Warner Bros, Sugarfoot. En la historia, Kathy es una antigua novia de la infancia de Tom Brewster, interpretado por la estrella de la serie Will Hutchins, aunque Stevenson es ocho años más joven que Hutchins. Ella dirige un salón de baile para su consternación. Chris Alcaide interpreta al corrupto Clay Horton, que obliga a Kathy a casarse con él para que no pueda testificar ante el tribunal sobre los numerosos delitos de Horton. Barbara Stuart interpreta a Muriel, la socia de Kathy. Gordon Jones interpreta al animado amigo de Sugarfoot, Wasco Wolters, que tiene un interés romántico en Muriel. Este episodio revela que Tom Brewster pasó su infancia en Vermont antes de llegar al Territorio de Oklahoma. Stevenson posteriormente apareció en dos episodios de Sugarfoot, incluyendo "Brink of Fear" (1958) junto con las coestrellas Jerry Paris, Harry Antrim, Allen Case, y Don Gordon.
Stevenson interpretó a Peggy McTavish en la película Darby's Rangers (1958), estrenada por Warner Bros. en la que formó pareja con Peter Brown. Es una de las mujeres perseguidas por los actores que interpretan a los miembros de una unidad estadounidense del mismo nombre durante la Segunda Guerra Mundial. La película fue dirigida por William Wellman.
La maquinaria publicitaria de Stevenson siguió promocionándola. Se dice que disfrutaba montando a caballo como actividad y jugando tenis de mesa. En noviembre de 1957, ganó $300 dólares en premios en un concurso hípico y participó en el National Horse Show en el Cow Palace en San Francisco. En esta época, se convirtió en el rostro de las latas y botellas de Sweetheart Stout; la marca celebró el 50th aniversario del uso de su imagen en 2008.
Apareció en la película de drama wéstern Day of the Outlaw (1959), protagonizada por Robert Ryan y Tina Louise. Stevenson tuvo un papel principal en la versión cinematográfica de la trilogía de Studs Lonigan de James T. Farrell, que fue llevada al cine en diciembre de 1960.
Entre las otras películas en las que apareció se encuentran Island of Lost Women (1959), Jet Over the Atlantic (1959), The Big Night (1960), Seven Ways from Sundown (1960), The City of the Dead (o Horror Hotel, 1960), y The Sergeant Was a Lady (1961).[cita requerida]
Stevenson apareció en episodios de series de televisión como Cheyenne (1957), Colt .45 (1958), 77 Sunset Strip (1958), The Adventures of Ozzie and Harriet (1958), Lawman (1958), The Millionaire (1959), The Third Man (1959), y Alfred Hitchcock Presents (1960) junto con Burt Reynolds y Harry Dean Stanton.[cita requerida]
Apareció en Back to the Future Part II (1989) como chica de portada de la revista Oh Lala.

## Sweetheart Stout
La misma foto de Stevenson aparece en las latas y botellas de cerveza Sweetheart Stout desde 1958.

## Vida personal

### Matrimonios y relaciones

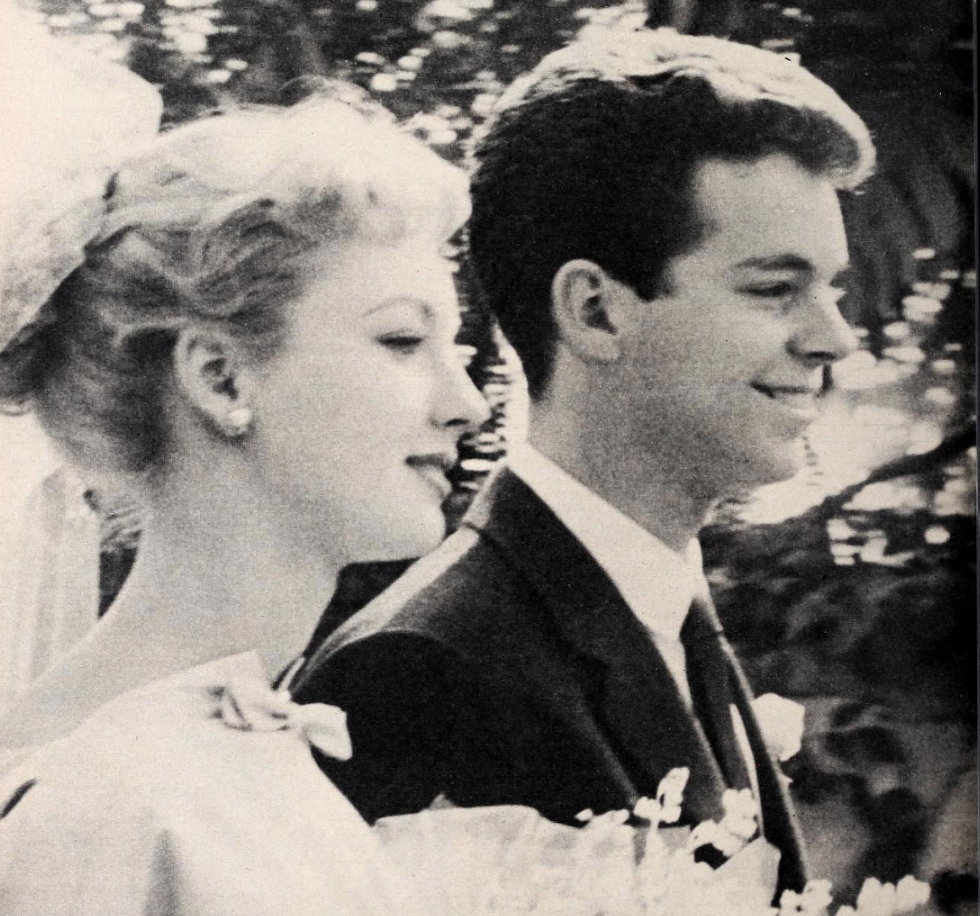
Stevenson junto con Russ Tamblyn en el día de su casamiento, 1956

Stevenson se casó con el actor y bailarín de MGM Russ Tamblyn el día de San Valentín de 1956, poco después de que su medio hermano, el actor Jeffrey Byron, naciera de su madre. Tenía 17 años cuando Tamblyn y ella celebraron su boda en la Capilla Wayfarers de Palos Verdes. Stevenson y Tamblyn se divorciaron en abril de 1957, pero ambos siguieron siendo amigos. Una fotografía muy reproducida muestra a Stevenson caminando tranquilamente por una calle de Los Ángeles, aparentemente sin darse cuenta de que Tamblyn está haciendo un espectacular handspring aéreo hacia atrás a pocos centímetros de ella.[cita requerida]
Stevenson tuvo una relación amorosa de un año con el actor Audie Murphy, que comenzó cuando coprotagonizaron Seven Ways from Sundown en 1960.
Stevenson se volvió a casar, con Don Everly, en 1962 y se retiró de la actuación y el modelaje. A menudo se había quejado de lo mucho que odiaba actuar. La pareja tuvo dos hijas, Stacy y Erin Everly, ambas modelos/actrices, y un hijo, Edan Everly, músico. Se divorció de Don Everly en 1970 y nunca volvió a casarse. Erin, exesposa del roquero Axl Rose, fue la inspiración de varias canciones de Guns N' Roses, entre ellas "Sweet Child o' Mine", donde también apareció en el vídeo.[cita requerida]

### Amistades y romances públicos
A pesar de no haber tenido un papel protagonista en una película antes de 1958, Stevenson era increíblemente popular en las revistas de aficionados. Fue etiquetada como "la chica más fotogénica del mundo" y tuvo rondas de citas; sin embargo, la mayoría de los hombres con los que salió sólo eran amigos suyos.
En su autobiografía de 2005, Tab Hunter Confidential: the Making of a Movie Star, Tab Hunter, con quién salía frecuentemente, admitió que ella era una parte importante de su vida social y de la de su entonces novio, Anthony Perkins, "actuando como "barba" cuando teníamos una doble cita". Aunque su relación era un secreto a voces en Hollywood, Stevenson actuó como confidente de Perkins durante su romance. "Ciertamente, todos sabíamos que Tony [Perkins] era gay", admitió Stevenson a un biógrafo de Perkins. "...Éramos verdaderos amigos, y se quedaba a dormir en mi casa en la misma cama. Pero nunca, nunca hubo ningún... bueno, ya sabes. Si tienes un amigo del sexo opuesto que es gay, queda en el aire".

### Muerte
Stevenson falleció el 26 de septiembre de 2022 en un centro sanitario de Atlanta a causa de la enfermedad de Parkinson.